# Jacques Carrey
Jacques Carrey (Troyes, 12 de enero de 1649-ibídem, 18 de febrero de 1726) fue un pintor francés.

## Biografía y obra
Jacques Carrey trabajó al servicio de Charles Olier de Nointel, marqués de Nointel (1635-1685), que fue embajador de Francia desde 1670 hasta 1680 en la Sublime Puerta, y dibujó la vida del mundo otomano y especialmente, en 1674, las esculturas del Partenón todavía colocadas en el sitio original justo antes de la catástrofe causada por el cañoneo veneciano y la explosión de 1687. En la iglesia de Saint-Pantaléon de Troyes hay seis paneles pintados por Carrey en 1720 que ilustran los milagros y el martirio de San Pantaleón. En París, en el Museo del Louvre, se le atribuyen, tal vez erróneamente, los preciosos dibujos sobre la vida de los otomanos y dibujos de algunas partes del Partenón en 1674.

## Referencias

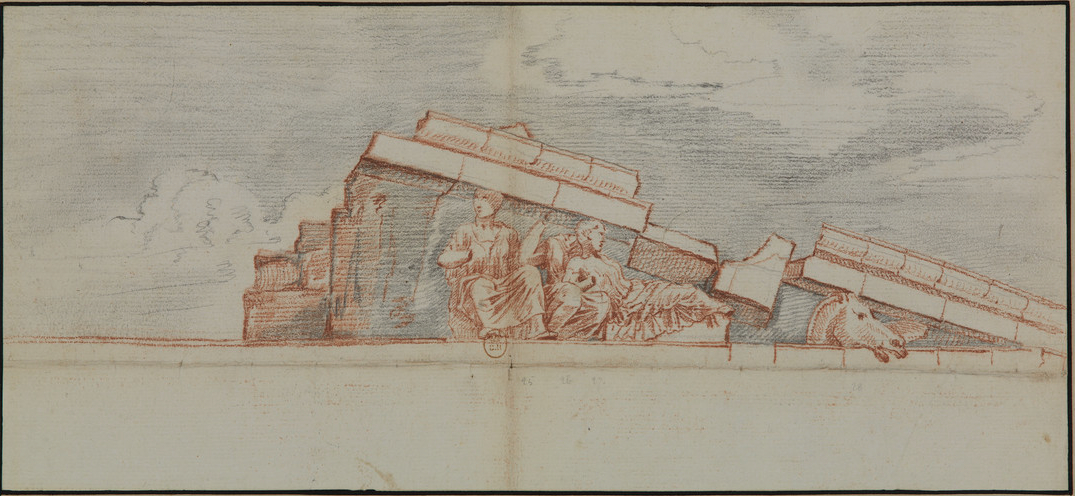
Jaques Carrey, Frontón noreste.
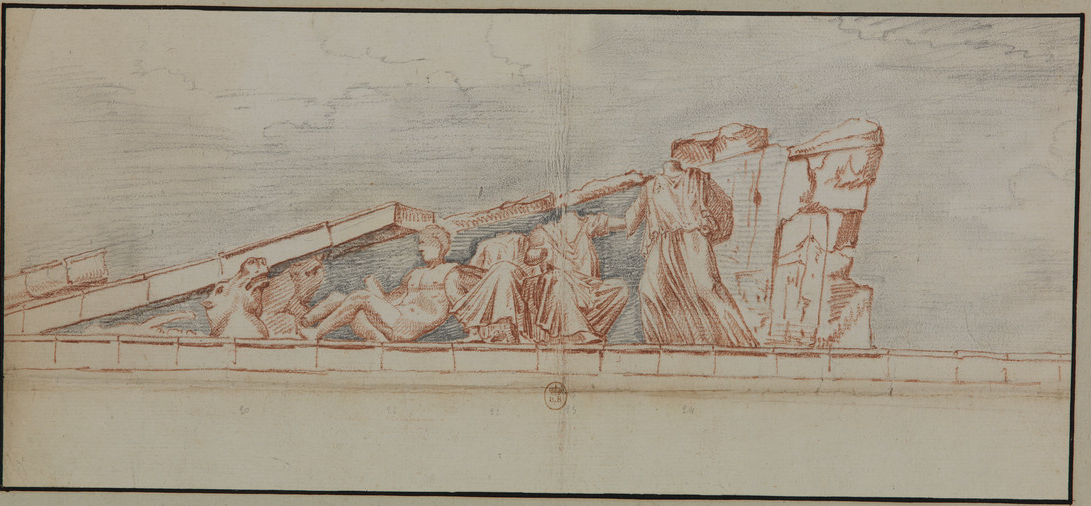
Jaques Carrey, Frontón sureste.
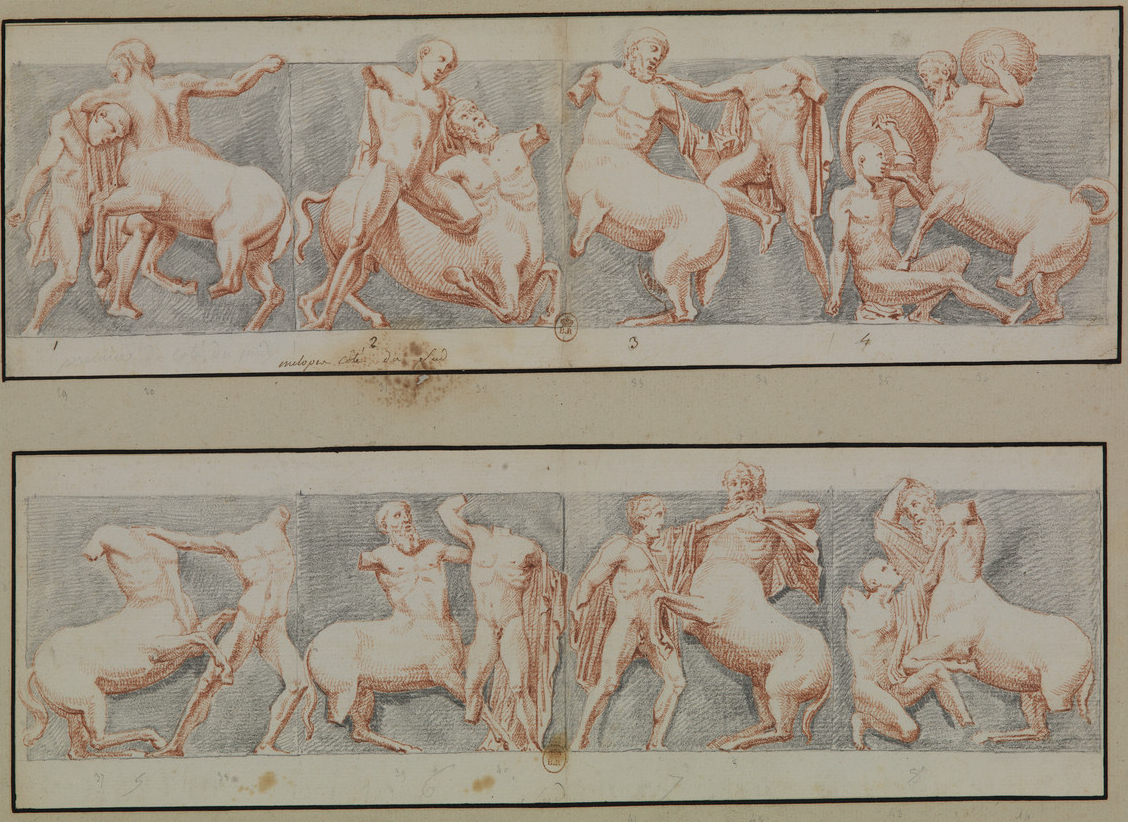
Jaques Carrey, Metopas sur 1-8.
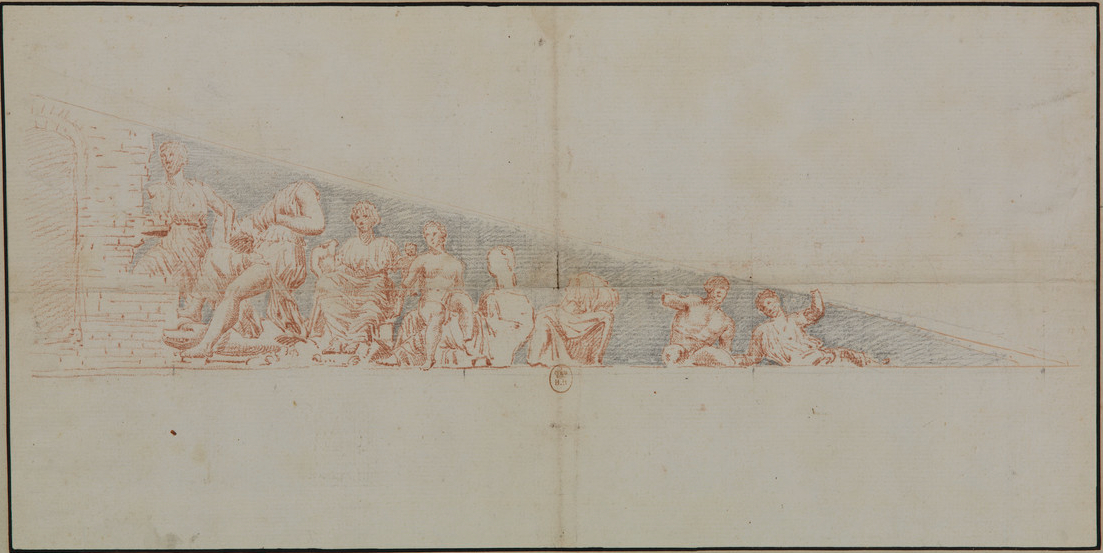
Jaques Carrey, Frontón suroeste.